# N11
N11 är en av huvudvägarna i republiken Irland. Vägen går längs östsidan av ön mellan Dublin och Wexford. Vägen utgör en del av E1.
Längs denna väg passerar den städer och orter som Bray, Greystones, Wicklow och Arklow. Många från dessa orter pendlar till Dublin. Den går också igenom bland annat Gorey och Enniscorthy. Vägen fortsätter till Rosslare Europort som en del av N25.
N11 ansluter till motorvägen M50 som är en ringväg runt Dublin. På grund av behov för arkeologiska utgrävningar blev byggandet av denna anslutning avbrutet under 2004, men slutfördes under 2005. Därmed fanns det fyrfältsväg från Dublin till Rathnew i Wicklow. Den del av N11 som ansluter till M50, förbi Bray, är uppgraderad till motorvägsstandard och kallas M11.
Utbyggnaden till fyrfältsväg genom skogsområdet Glen of the Downs var kontroversiell eftersom Irland inte har speciellt mycket bevarad skog. Det var stora protester, för det mesta av engelska aktivister. Efter stora diskussioner utfördes ändå arbetet med minimala ingrepp på skogen.